# Драма (жанр)
Вижте пояснителната страница за други значения на Драма.
Драма e филмов жанр, основа на който е развитието, често емоционално, на реалистични герои, които сюжетът поставя в конфликт помежду им, със самите себе си, с обществото или дори с природни явления. Жанрът е изключително обхватен, като включва множество поджанрове като криминална драма, любовна драма, историческа драма и други.